# VA-11 Hall-A: Cyberpunk Bartender Action
VA-11 Hall-A: Cyberpunk Bartender Action — компьютерная игра в жанре визуальной новеллы с элементами симулятора бармена, разработанная венесуэльской командой разработчиков Sukeban Games и изданная Ysbryd Games. Выпуск игры состоялся 21 июня 2016 года для персональных компьютеров на операционных системах Microsoft Windows, OS X и Linux. Также были выпущены порты для PlayStation Vita, PlayStation 4 и Nintendo Switch, причем порт для Vita был разработан компанией Wolfgame и издан компанией Limited Run Games. Игровой процесс представляет собой создание и подачу напитков посетителям бара, которые рассказывают свои истории и делятся своим опытом.
В игре нет вариантов диалога, однако игровой процесс нелинеен — на сюжетную линию влияют изготовленные игроком напитки и реакция посетителей на них. В VA-11 Hall-A представлены разнообразные персонажи, которых разработчики описали как
«второстепенные персонажи, истории которых никогда не раскрываются, как, например, в фильмах». Со временем игрок узнаёт персонажей достаточно хорошо, чтобы подавать им нужные напитки по памяти.
Прототип игры изначально разрабатывался для мероприятия Cyberpunk Game Jam 2014 года, однако Sukeban Games решили в итоге создать полноценную игру. Этот оригинальный прототип можно бесплатно загрузить с официального сайта игры, а игроки, оформившие предварительный заказ, получили доступ к отдельному игровому прологу. Игра имеет ретро-футуристический вид, основанный на жанре киберпанк, играх для NEC PC-9800 и визуальном стиле аниме, а сценарий основан на опыте проживания разработчиков в Венесуэле. Первоначальная запланированная дата выпуска в декабре 2014 года несколько раз переносилась из-за задержек, в том числе из-за смены движка игры.
Игра получила признание критиков до релиза, а после приём был в основном положительным, с одобрительными отзывами о сеттинге, персонажах и музыке. Однако некоторые критики посчитали диалоги в игре неудобными, а игровой процесс — скучным. Выпуск продолжения N1RV Ann-A: Cyberpunk Bartender Action был запланирован на 2020 год, но после отложен на неопределенный срок.

## Игровой процесс
VA-11 HALL-A была описана разработчиками из Sukeban Games как «киберпанк с барменом», а веб-сайт TouchArcade охарактеризовал игру как «симулятор бармена, встретивший визуальную новеллу где-то в киберпанк-антиутопии». Игрок берёт на себя роль бармена Джилл в небольшом дайв-баре «VA-11 HALL-A» (произносится как «Вальхалла») в вымышленном городе Глитч Сити (англ. Glitch City). Действие происходит в 207X году. На официальном сайте игра VA-11 HALL-A описывается, как «пьянка с вайфу, технологиями и жизнью в антиутопии» в мире, где «безраздельно правят корпорации, вся человеческая жизнь поражена угнетающими наномашинами, а ужасающие Белые Рыцари следят за соблюдением законов». Коррупция и нехватка продовольствия «безудержно растут» в городе Глитч Сити, где расположен бар.
Задачей игрока является приготовление для посетителей бара алкогольных напитков по инструкции, подача их персонажам и заработок игровой валюты, которую впоследствии можно потратить на украшение дома и оплату счетов. В то время, пока игрок занимается работой, клиенты рассказывают главному герою свои истории и делятся опытом в форме диалогов, а игрок может читать их. В игре также есть сцены за пределами бара, например, в доме Джилл, где игрок может вести разговаривать с некоторыми персонажами и использовать приложения на телефоне. Игрок также может посещать магазин и покупать предметы за деньги, заработанные в баре. Повышая уровень счастья Джилл дома, игрок помогает ей оставаться более сосредоточенной на работе, так же как и делает её более настроенной на приготовление коктейлей. Игрок узнаёт о мире VA-11 HALL-A от посетителей бара и в начале каждого дня из новостей на телефоне.

### Работа бармена
Время создания напитка не ограничено. Если игрок ошибётся при создании напитка, он может начать заново. За безупречное приготовление напитка игрок получает дополнительные чаевые. Можно смешать пять разных ингредиентов для создания напитка:
- Альдегид (англ. Adelhyde) — сладкий ингредиент[6]
- Экстракт Бронсона (англ. Bronson Extract) — ингредиент с «дерзким» вкусом[6]
- Порошковая дельта (англ. Powdered Delta) — ингредиент «на вкус как крысиный яд»[6]
- Фланергид (англ. Flanergide) — ингредиент с острым вкусом[6]
- Кармотрин (англ. Karmotrine) — аналог этилового спирта, делает напиток алкогольным[6]

Хотя ингредиенты являются вымышленными, но при их смешивании получаются коктейли c реально существующими названиями, такие как пиво Piledriver или абсент Blue Fairy. Для разнообразия посетители бара могут попросить несколько порций, одну порцию или одну большую порцию, которые можно подать как в выдержанном виде, так и со льдом. Игроку стоит обращать внимание на состояние посетителя, чтобы вместо заказанного напитка предложить более подходящий напиток. Например, персонаж может быть в депрессии и заказать сладкий напиток, но игроку стоит дать ему глоток алкоголя, чтобы помочь забыть о проблемах. В качестве альтернативы игрок может сделать персонажа счастливым, поговорив с ним, вместо того, чтобы позволить напиться алкоголем. В различные моменты игрок также может изменить напиток клиента, например, добавив Кармотрин, сделав напиток алкогольным. Таким образом, игрок выбирает сюжетную линию и создаёт новые ситуации по мере продвижения в игре. В напиток могут быть добавлены дополнительные ингредиенты, что изменит степень опьянения посетителя.
В игре нет вариантов диалога, однако игровой процесс нелинеен. В большинстве случаев клиенты прямо сообщают игроку, какой напиток они хотят, хотя некоторые из них могут запрашивать определенный вкус. Подводя итог, в VA-11 Hall-A есть нелинейный игровой процесс с разветвляющимся сюжетом, зависящим не от традиционного выбора диалога, а от приготовленных напитков. Существует книга рецептов, в которой можно найти рецепты всех напитков, которые можно приготовить. Разработчики добавили книгу рецептов после отзывов прошедших пролог игроков, надеясь сделать работу бармена «более органичной» и позволить игрокам экспериментировать.
Пока персонажи пьют, они разговаривают с игроком. В зависимости от того, насколько хорошо игрок может запоминать рецепты напитков и создавать напитки в соответствии с предпочтениями клиентов, разговоры могут меняться, как и сюжетная линия. Дизайнер Кристофер Ортис отметил, что механика бармена в VA-11 Hall-A была создана, чтобы намеренно заставлять игрока делать что-то нестандартно, а не выполнять указания персонажей как машина, не задающая лишних вопросов. Традиционные варианты выбора в диалоге специально были убраны, чтобы они не мешали особенностям игры.

### Персонажи
То, чего мы всегда хотели — это рассказывать истории, выходящие за рамки обычной точки зрения. [...] У каждого второстепенного персонажа, которого мы видим в фильмах о киберпанке, есть своя жизнь, как и у NPC в видеоиграх, и мы хотели рассказать их истории.
Большая часть информации о мире игры VA-11 Hall-A сообщается игроку не напрямую, а через взаимодействие с персонажами. Это сделано для того, чтобы мир был представлен по-человечески, более естественно и правдоподобно, когда каждый персонаж озвучивает свою точку зрения, сообщая о случайных или неочевидных деталях. В игре у каждого персонажа своя сюжетная линия. В VA-11 Hall-A минимум семь разных концовок, зависящих от того, насколько хорошо игрок знаком с персонажами. Чтобы получить эти особые концовки для определенных персонажей, игрок должен каждый раз правильно выполнять заказ этого клиента на протяжении всего сюжета. Со временем игрок узнает персонажа достаточно хорошо, чтобы понять, что тот хочет выпить в данный конкретный момент.
Главный игровой персонаж в игре — Джилл (ранее, во время разработки её звали Джиллиан),— молодая женщина-бармен в дайв-баре «VA-11 HALL-A» в городе Глитч Сити, которая отказалась от предложения работать в исследовательском институте, решив проявить себя в алхимии, смешивая напитки для клиентов в дайв-баре. Джилл может практиковаться в приготовлении напитков каждое утро перед работой, что облегчает для игрока игровой процесс работы барменом.
В бар приходят постоянные клиенты, такие как секс-роботы, убийцы, частные детективы, поп-звёзды, на жизнь которых оказывает влияние варианты обслуживания игроком:
- Альма — женщина-хакер[21], рассказывающая истории о плохих отношениях и о том, как погоня за своей мечтой может навредить тем, кого любишь[22].
- Дороти — не желающая оказывать более развратные услуги секс-робот[22]
- Ингрэм Макдугал — постоянно жалующийся парень[18]
- Донован Д. Доусон — прямолинейный и требовательный главный редактор новостного сайта, точно знающий, чего он хочет[18]
- Стриминг-чан — женщина, которая круглосуточно транслирует себя на камеру в интернете, включая интимные моменты своей жизни[18]
- Ким — девушка-невротик, которую однажды вечером нашли без сознания возле бара[18][26]
- Стелла — девушка-кошка[18][26]
- Сэй — неподкупный Белый Рыцарь с чистым сердцем, защищающий Глитч Сити[18][26]
- Кира*Мики — андроид и японский идол[13]
- Дил и Бетти — андроид и ветеринар, работающие в компании c говорящими корги[13]

Пит Дэвисон из MoeGamer отметил, что некоторые персонажи в игре высмеивают или пародируют реальную жизнь. Например, у собак есть предвзятые расистские взгляды и разногласиями между различными породами в компании, что отражает реальную дискриминацию между людьми, а Бетти испытывает иррациональное и нелогичное негодование по поводу человеческой аугментации. Дэвисон похвалил описания характеров, как показывающие нелепость иррациональных предубеждений.

## Разработка
| Системные требования    | Системные требования                                | Системные требования                                |
| ----------------------- | --------------------------------------------------- | --------------------------------------------------- |
|                         | Минимальные                                         | Рекомендуемые                                       |
| Windows                 |                                                     |                                                     |
| ОС                      | Windows 7/8/10                                      | Windows 7/8/10                                      |
| ЦПУ                     | 1,6 Гц                                              | 2 Гц                                                |
| Объём ОЗУ               | 1 Гб ОЗУ                                            | 2 Гб ОЗУ                                            |
| Место на диске          | 250 MB свободного дискового пространства            | 250 MB свободного дискового пространства            |
| Информационный носитель | цифровая дистрибуция                                | цифровая дистрибуция                                |
| Видеокарта              | 256 Мб видеопамяти                                  | 1 Гб видеопамяти                                    |
| Устройства ввода        | клавиатура, компьютерная мышь                       | клавиатура, компьютерная мышь                       |
| macOS                   |                                                     |                                                     |
| ОС                      | OSX Yosemite (Может работать на других версиях OSX) | OSX Yosemite (Может работать на других версиях OSX) |
| ЦПУ                     | 2 Гц                                                | 3 Гц                                                |
| Объём ОЗУ               | 1 Гб ОЗУ                                            | 2 Гб ОЗУ                                            |
| Место на диске          | 250 MB свободного дискового пространства            | 250 MB свободного дискового пространства            |
| Информационный носитель | цифровая дистрибуция                                | цифровая дистрибуция                                |
| Видеокарта              | 256 Мб видеопамяти                                  | 1 Гб видеопамяти                                    |
| Устройства ввода        | клавиатура, компьютерная мышь                       | клавиатура, компьютерная мышь                       |

### История
«Эй, знаешь, что было бы круто? Игра, в которой ты простой бармен в сеттинге киберпанка, а не крутой герой или что-то в этом роде. Ты просто делаешь свою работу, пока классические персонажи из киберпанка рассказывают тебе истории о жизни в антиутопии». Как ни странно, игра должна была быть основана на каком-то художественном произведении, но мы проигнорировали это и сделали этот странный визуальный роман приключенческим. [...] Самое крутое в этом подходе к повествованию истории заключается в том, что его можно достичь только в видеоиграх. Наша основная задача как разработчиков — смешивание механики и сюжета таким образом, чтобы одно не могло существовать без другого, поэтому игровой процесс в VA-11 Hall-A хоть и простой, оказывает сильное влияние на то, что вы видите на экране. Только в видеоиграх вы можете быть барменом в мире «Бегущий по лезвию»!
VA-11 HALL-A: Cyberpunk Bartender Action была разработана венесуэльской командой разработчиков Sukeban Games и изданная Ysbryd Games. Выпуск игры состоялся 21 июня 2016 года на персональных компьютерах на операционных системах Microsoft Windows, OS X, и Linux. Порт для PlayStation Vita был разработан компанией Wolfgame и выпущен компанией Limited Run Games — издателем, специализирующимся на физических версиях игр, издаваемых только в цифровом формате
. Позже игра была выпущена для PlayStation 4 и Nintendo Switch. Разработчики также рассматривали выпуск игры на iPhone, но для этого потребовалось бы изменять интерфейс . Дизайнером и художником VA-11 HALL-A был Кристофер Ортис, программистом и сценаристом — Фернандо Дамас, композитором — Майкл Келли. Игра использует движок GameMaker: Studio, поскольку разработчики сочли, что он подходит для создания определённых эффектов, а также позволит легко портировать игру на другие платформы.
Пролог игры изначально разрабатывался для мероприятия Cyberpunk Game Jam 2014 года, однако Sukeban Games решили в итоге создать полноценную игру. Кристофер Ортис сообщил, что это было связано с желанием разработчиков создать больше персонажей, расширить истории созданного ими мира и испытать себя в привлечении внимания игроков игровым дизайном. Позже разработчики в ретроспективе отметили, что пролог также помог оценить интерес игроков проектом, получить немного денег для финансирования разработки и одновременно служил бонусом за предварительный заказ. Этот оригинальный прототип VA-11 HALL-A был доступен для бесплатного скачивания с официального сайта игры. Redux-версия пролога была позже переработана и служила бесплатным загружаемым контентом для полной версии игры, выпуск которого состоялся в феврале 2017 года. В демоверсию игры можно было поиграть на игровой конвенции PAX Prime 2015, которая проходила в Сиэтле, штат Вашингтон, а также на выставке PAX East 2015, на которой был показан трейлер. В демоверсии игроки могли взаимодействовать со Стриминг-чан — женщиной, которая круглосуточно транслирует себя на камеру в интернете, включая интимные моменты своей жизни. Функционал демоверсии был ограничен: игрок мог либо сделать ей крепкий напиток, чтобы она рассказала о себе что-нибудь, либо более слабый напиток, чтобы он не расслаблялась. Игра также была представлена на выставке видеоигр EGX Rezzed 2016 года.
Игра была анонсирована в августе 2014 года, а первоначальная запланированная дата выпуска в декабре 2014 года несколько раз переносилась из-за задержек, в том числе из-за смены движка игры. Игроки, оформившие предзаказ VA-11 Hall-A, получили доступ к отдельному от основной игры игровому прологу.
Первоначально игру планировалось выпустить только на PC, но затем последовало несколько консольных выпусков. Первым был объявлен порт на PlayStation Vita компанией Wolfgame на конференции Game Developers Conference в 2015 году, где также был показан ещё один трейлер. В начале июня 2016 года Sukeban Games подтвердила, что 21 июня 2016 года игра будет выпущена на Windows, OS X и Linux, в честь чего был выпущен финальный трейлер. Страницы игры в сервисах Steam и GOG.com были созданы в середине июня одновременно с блогом «The Augmented Eye» — новостным веб-сайтом, расположенным внутри мира игры VA-11 Hall-A, чтобы прорекламировать игру. Sukeban Games первоначально выразила заинтересованность в портировании игры на платформы Nintendo Wii U и Nintendo 3DS, но в итоге выпустила игру на PlayStation 4 и Nintendo Switch в мае 2019 года.

### Дизайн и источники вдохновения
Игра основана на нашем опыте жизни в стране третьего мира, где естественно искать место, где вы можете быть счастливы без постоянных плохих новостей [...] действительно депрессивное общество, где все всегда грустят и беспокоятся о своём будущем. Поэтому мы придумали набор персонажей, которые посреди этой катастрофы пытаются жить своей жизнью и быть настолько счастливыми, насколько это возможно.
Кристофер Ортис сказал, что Sukeban Games была основана, когда он и Фернандо Дамас начали вести блог, чтобы писать об аниме и видеоиграх. Им удалось развить небольшое сообщество, что привело к созданию короткого симулятора свиданий к первой годовщине блога. Им понравилось разрабатывать видеоигры, они решили продолжить этот процесс.
Больше всего на VA-11 Hall-A повлияли старые игры для NEC PC-9800 из-за ретрофутуристического визуального стиля, особенно игра X-Girl: Cyber Punk Adventure от Redzone, которая послужила образцом для игровой эстетики . По словам Кристофер Ортиса, в 70-90-х годах «мир был под впечатлением, что Япония собирается захватить власть с её превосходными технологиями». Таким образом, действие игры разворачивается в параллельной вселенной, где Япония завоевала мир с помощью технологий, что привело к сильному японскому влиянию на игру. Бегущий по лезвию, Neuromancer, Призрак в доспехах и Bubblegum Crisis также были источниками вдохновения. Влияние аниме также привело к тому, что в игре главный герой женщина, и в основном женский список персонажей. Кристофер Ортис сказал, что они ориентируют свои игры на фанатов аниме, а не на массовую привлекательность, так как увеличение аудитории приводит к росту творческих проблем, а слишком много мнений мешает найти одно, которое действительно поможет вашему творческому процессу.
VA-11 Hall-A также частично вдохновлена играми Snatcher и Policenauts. На музыку игры повлиял жанр вейпорвейв и работы композитора Кендзи Каваи. Кристофер Ортис описал композитора игры Майкла Келли как большого фаната серии игр Shin Megami Tensei. Разработчики играли в детстве на PlayStation и Super Famicom и смотрели аниме, поэтому при создании VA-11 Hall-A они пытались заставить игроков почувствовать то, что чувствовали сами, когда играли в любимые игры того времени. Фернандо Дамас — сценарист и программист игры — добавил в интервью, что игра пытается заставить игрока вспомнить себя самого в детстве, и вместо того, чтобы вести за ручку через основы сюжетной линии, игрока бросают в центр происходящего и дают только инструменты для сбора информации о происходящем вокруг по кусочкам. Он также отметил, что действие игры разворачивается в постоянно меняющемся мире, где события не ждут, пока игрок что-то сделает, персонажи существуют задолго до того, как игрок их встретит, а их жизнь происходит в основном за кадром. Таким образом, разработчики надеялись создать мир, в котором игрок может, но не обязан, понимать, что происходит. Большая часть информации о мире игры VA-11 Hall-A сообщается игроку не напрямую, а через взаимодействие с персонажами. Это сделано для того, чтобы мир был представлен по-человечески, более естественно и правдоподобно, когда каждый персонаж озвучивает свою точку зрения, сообщая о случайных или неочевидных деталях.
Разработчики VA-11 Hall-A родом из Венесуэлы, поэтому опыт жизни в стране третьего мира, по словам Кристофера Ортиса, стал основой решения создать игру про бармена в антиутопии киберпанка и созданием набора персонажей, которые посреди этой катастрофы пытаются жить своей жизнью и быть настолько счастливыми, насколько это возможно. Стойкость перед лицом трудностей можно найти в каждом персонаже, с которым игрок взаимодействует в игре. Они живут и проходят через различные трудности, но описывают свои проблемы не с горечью, а с желанием быть счастливым, несмотря на ужасающую действительность. Фернандо Дамас описывает игру Sukeban Games как смесь драмы и комедии, поскольку они считают, что это то, чего не хватает игровой индустрии, а «смех посреди отчаяния» завершает их опыт жизни в Венесуэле. Ортис и Дамас отметили, что VA-11 Hall-A примитивнее по сравнению с их опытом реальной жизни, упомянув о необходимости их другу прыгать с крыши на крышу, чтобы спастись во время венесуэльских протестов 2014 года в городе Сан-Кристобаль в центре штата Тачира. Внутриигровые приложения «danger/u/» (бегущая строка) и «Augmented Eye» (новостной сайт) отображают большую часть проблем настоящей Венесуэлы в вымышленном игровом мире. Фернандо Дамас объяснил, что они хотели создать более оптимистичный киберпанк, где управляемая игроком Джилл — обычный человек, живущий в интересном будущем. Кроме того, поскольку VA-11 Hall-A прежде всего про взаимодействие с персонажами, то цель игры — не спасти мир, а стать его частью.

### Персонажи
Построение игрового мира требует экспозиции, мне кажется, что проще запоминать что-то, когда это описано в простой форме и легко читаемо[...] Понять мир намного легче через персонажей, которые озвучивают свою точку зрения или мнение по различным вопросам. В целом, построение мира с помощью персонажей делает изучение мира более естественным и менее похожим на лекцию.
По словам программиста и сценариста Фернандо Дамаса, они старались полностью проработать своих персонажей, прежде чем помещать их в игру. После размышлений об отличительной черте или роде занятий персонажа составлялся его подробный профиль, в который могло включаться представление о своей семье, особенности сна и предпочтительные начинки для пиццы. И хотя 70 % этих черт не упоминаются в игре, они позволили разработчикам создать мысленное представление о персонаже, которое помогало писать их истории. Прежде чем добавлять индивидуальную глубину, разработчики стремились сначала создать основу для каждого персонажа, состоящую из легко идентифицируемой черты, чтобы отбросить лишнее и сохранить их уникальность. Намеренное несоответствие традиционным архетипам было основным фактором создания персонажей, их делали сложными и не однобокими . По словам Кристофера Ортиса шаблоны избегались, например, уникальная независимость секс-робота Дороти противопоставляется нежеланием персонажа оказывать более развратные услуги, что не свойственно большинству других секс-роботов.
Веб-сайт TouchArcade отметил, что VA-11 Hall-A содержит непристойную составляющую из-за наличия сексуального подтекста при взаимодействии персонажей, которые присутствовали в демоверсии игры. В интервью веб-сайту Siliconera Кристофер Ортис сообщил, что в игре специально создавались вайфу для отаку, но разработчики стремились воссоздать эти отношения с помощью черт характера, а не только с помощью внешности красивой внешности бисёдзё. В интервью журналу Kill Screen Кристофер Ортис сообщил, что эта игра посвящена второстепенным персонажам, истории которых никогда не раскрываются (как в фильмах), например, Джилл — клишированный бармен, который всегда на заднем плане играет свою второстепенную роль, в отличие от протагониста, который всегда находится в центре событий. Игрок управляет не героем, а простым барменом, а все персонажи VA-11 Hall-A, такие как наёмники, хакеры, ветеринары, журналисты или курьеры, были намеренно сделаны обычными людьми со своим собственным мнением и личной жизнью, что делало их близкими для игрока, несмотря на сеттинг киберпанка . Для этого многие персонажи и ветви сюжета в игре были основаны на опыте самих разработчиков или их знакомых, поскольку для ощущения реалистичности выдуманных персонажей лучше всего подходилт сама реальность.
Ана Валенс из Den of Geek отметила, что также через своих персонажей VA-11 Hall-A меняет точку зрения на привязанность, отношения и дружбу в видеоиграх. Персонажи открыты, честны и ласковы друг с другом из-за необходимости существовать в мире антиутопии . Разработчики пытались наполнить персонажей и их истории политическими аллегориями и социальными комментариями, не перегружая и не отвлекая внимание от основной сюжетной линии. Они показали, что в большинстве видеоигр расположение нужно заслужить с нуля, что она должна быть как-то оправдана, и в той же степени недооценена и считается ненужной в некоторых случаях. Чтобы игрок избежал второго, в VA-11 Hall-A Sukeban Games сделали зарождение дружбы между Джилл и другими персонажами само собой разумеющимся явлением, а не тем, что нужно заслужить.

## Приём

### До выхода
Несмотря на отсутствие вариантов диалога, VA-11 Hall-A создаёт увлекательное личное повествование. [...] Было много случаев, когда сюжет и игровой процесс работали в тандеме во время моего прохождения. Например, когда разговор стал настолько увлекательным, что, когда клиент прервал его, чтобы заказать напиток, я тяжело вздохнул и поспешил с заказом, не заботясь о том, хорошо я приготовил напиток или нет.  С таким захватывающим сценарием и построением мира VA-11 Hall-A — это игра, которая заставляет вас игнорировать все свои игровые инстинкты.
Игра получила положительные отзывы до выхода. Картер Дотсон из TouchArcade посчитал VA-11 Hall-A странной и определённо уникальной, и хотел посмотреть, как она будет выглядеть после завершения, отметив, что игра, основанная на сюжете полностью зависит от качества упомянутого сюжета, разглядел её потенциал и сравнил игру с Her Story. Это мнение поддержал Кайл Леклер из Hardcore Gamer, написав, что VA-11 Hall-A выглядит великолепно и ловит на уникальный крючок, поэтому мы обязательно насладимся ей, когда она выйдет на PC. Грэм Смит из Rock, Paper, Shotgun заявил, что возмущён пунктуацией названия и что VA-11 Hall-A граничит с жанром визуальных романов в стиле аниме, которые ему не интересны, но отметил увлекательность разветвленной сюжетной линии, чем у обычных линейных и относительно неинтерактивных визуальных романов. Веб-сайт Rock, Paper, Shotgun также выбрал VA-11 Hall-A как одну из лучших игр, представленных на мероприятии EGX Rezzed 2016.
Зак Риз из RPG Site сообщил, что ему понравился пролог игры, в котором было много замечательных штрихов, таких как портреты персонажей в стиле аниме, подходящий саундтрек, который приятно слушать даже отдельно от игры, или простое наблюдение городского пейзажа, особо отметив интригующий состав персонажей . После анонса VA-11 Hall-A Брэндон Орселли из Niche Gamer написал, что он большой поклонник киберпанка, что чувствует серьёзное игнорирование этого жанра, а может даже безразличие в игровой индустрии, но предположил, что команда Sukeban Games уделяет пристальное внимание всему, что только можно в своей игровой задумке, и это видно даже на столь ранней стадии. Стивен Хансен из Destructoid отметил, что игры не всегда должны быть пафосным спасением мира, посчитал VA-11 Hall-A потенциальным лучшии аниме-симулятором бармена в 2014 году и сравнил с Catherine. Сальвадор Гродилес из Japanator сообщил, что с нетерпением ждёт особого чудесного радостного дня, когда выйдет VA-11 Hall-A.
Фил Сэвидж из PC Gamer похвалил взаимодействие персонажей в игре, отметив, что благодаря этим коротким разговорам киберпанк-симулятор бармена медленно раскрывает свою историю, но не об антиутопическом мире, а о людях, живущих в нём. Просмотрев трейлер пролога, он добавил, что это интересная концепция, хорошо реализованная на данном этапе, пускай и несколько ограниченная. Джулиан Бенсон из Kotaku написал, что VA-11 Hall-A — это коктейль из игровых жанров, основанный на визуальных новеллах и дополненный каждым посетителем, посещающим ваш бар и рассказывающим свою историю. Также как и в Papers, Please вам нужно выполнять обыденную работу (смешивание напитков), следуя сложному списку задач. А вишенкой на торте является управление своим баром и украшение его по своему вкусу, как в Animal Crossing. Никола Хейден из Push Square добавила, что добившийся культового успеха в более нишевых областях Интернета киберпанк-симулятор бармена VA-11 Hall-A сумел поднять настоящий ажиотаж. Пит Дэвисон из MoeGamer похвалил персонажей пролога, диалоги, а также связь между игровым процессом и повествованием, и посчитал будущую игру перспективной.

### После выхода
| Сводный рейтинг    | Сводный рейтинг                                          |
| Агрегатор          | Оценка                                                   |
| ------------------ | -------------------------------------------------------- |
| GameRankings       | - 77,00 % (PC) - 85,77 % (NS)                            |
| Metacritic         | 77/100 (PC) 83/100 (PS4) 82/100 (PSVita) 83/100 (Switch) |
| Иноязычные издания |                                                          |
| Издание            | Оценка                                                   |
| Destructoid        | 9/10                                                     |
| Game Informer      | 8/10                                                     |
| PC Gamer (US)      | 60/100                                                   |
| Kill Screen        | 80/100                                                   |

Что действительно восхищает меня в таких играх, как VA-11 Hall-A, так это то, что они делают волшебство из повседневности. В большинстве игр бармен — это фоновый NPC с несколькими фразами и, возможно, одним или двумя квестами. Здесь вы бармен, чья относительно нормальная жизнь весьма интригует. Такие игры, как эта, буквально переворачивают страницы книги, а великолепный сценарий Фернандо Дамаса просто заставляет вас хотеть двигаться ещё быстрее. По мере чтения диалогово с Джилл вы обнаруживаете, что она довольно красноречива и в немалой степени научно образована [...] Ее предыстория разворачивается вместе с трагедиями её клиентов — и это душераздирающе.
Белла Лара Блондо из CG Magazine отметила, что VA-11 Hall-A — это забавное, наводящее на размышления, а иногда и трагическое произведение искусства с красивой эстетикой и по-настоящему оригинальным геймплеем, не похожее ни на что другое на рынке. Игре была присуждена окончательная оценка 100/100. Перри Руланд из TechRaptor написал, что VA-11 Hall-A — это потрясающее приключение, в котором рассказывается одна из величайших игровых историй. Игре была присуждена окончательная оценка 9.5/10. Кэтрин Кросс из Gamasutra до выставления окончательной оценки похвалила игру за способность сделать волшебство из повседневности, сеттинг, колоритных персонажей и персонажа Джилл за то, что она не является традиционным главным героем, вокруг которог крутится мир. Она также рассмотрела сексуальные аспекты игры, которые посчитала реалистичными. Майк Козимано из Destructoid присвоил VA-11 Hall-A оценку 9/10, похвалил игровой дизайн, персонажей, и чувство связности между игроком и протагонистом. Сесилия Д’Анастасио из Kotaku поддержала это мнение, назвала игру чрезвычайно впечатляющей, посчитала её блестящим экспериментом в повествовании, который обязателен к покупке для фанатов интерактивной фантастики, стилизованных ретро-игр, сеттинга киберпанка и девушек с кошачьими ушами. Дэвид Робертс из GamesRadar написал, что сценарий в игре действительно великолепен, похвалил набор колоритных персонажей и реиграбельность, и подытожил тем, что все должны поиграть в VA-11 Hall-A.
Шон Вега из Rock, Paper, Shotgun воспринял VA-11 Hall-A в целом положительно. Он оценил сценарий, приятных персонажей, отсылки в игре к текущим проблемам поп-культуры и интернет-климату, например 4chan, человеческой аугментации и производству поп-звёзд. Музыка и игровой процесс также получили высокую оценку, но презентация игры подверглась критике, особенно презентация диалогов, которые занимают всего несколько строк на странице. Кэти Маккарти из Kill Screen написала, что VA-11 Hall-A показывает нетепичные стороны киберпанка, похвалила сюжет за истории персонажей, разумные законсервированные мозги, говорящих собак, Джилл и её клиентов, которые в конце концов нашли свой путь в жизни. Она также сравнила это с хорошей книгой, в чтением которой игроки полностью погружаются. Кэти Маккарти присудила игре окончательную оценку 80/100. Зак Котцер из Vice сравнил VA-11 Hall-A с «Призраком в доспехах» и «Весёлой компанией», и отметил, что игру делает увлекательной решение сосредоточиться на небольшой части сложного мира киберпанка, где снаружи бара проблемы, а внутри — просто люди, разговаривающие о текущих событиях, политике, морали и сексе.
Однако, в обзоре PC Gamer говорилось, что VA-11 Hall-A пытается быть интересной, но играть в неё скучно, критиковалось повторение игрового процесса и неприятное ощущение из-за нереалистичных диалогов. Журнал присудил игре окончательную оценку 60/100. Многие из этих обвинений были поддержаны Кейт Грей из Eurogamer. Она также похвалила интересную завязку, но раскритиковала скучность игры и недостаток контроля у игрока в созидательной, творческой составляющей. Ади Робертсон из The Verge утверждал, что некоторые критики сочли сексуализированные диалоги женских персонажей в игре нереалистичными. Геймдизайнер Кристофер Ортис ответил, что взаимодействие было основано на их собственном опыте, в том числе на большей откровенности женщин в этих темах, но он признал, что они зря сделали состав персонажей преимущественно женским.
В 2018 году, благодаря уязвимости в защите Steam Web API, стало известно, что точное количество пользователей сервиса Steam, которые играли в игру хотя бы один раз, составляет 290 658 человек.

### Награды
До релиза VA-11 Hall-A несколько раз появлялась в списках самых ожидаемых видеоигр:
- Сотрудники веб-сайта GamesRadar включили симулятор бармена в список 12 игр выставки PAX East, в которые они бы хотели сыграть[62];;
- Мэтью Берд из Twinfinite поместил VA-11 Hall-A на первое место в списке 10 ожидаемых инди-игр, в которые все должны поиграть в 2016 году[63];
- Зак Бадгор из Kill Screen назвал VA-11 Hall-A одной из своих любимых игр на Cyberpunk Game Jam 2014 года[64];
- PC Gamer добавил игровой пролог VA-11 Hall-A в свой список лучших бесплатных игры для PC[16];
- Веб-сайт Rock, Paper, Shotgun выбрал VA-11 Hall-A как одну из лучших игр, представленных на мероприятии EGX Rezzed 2016[31];
- Веб-сайт 4GAMER номинировал игру в категории «лучшая инди-игра» на выставке Tokyo Game Show 2015 года[65];[неавторитетный источник]
- Игровой журнал FAMITSU номинировал игру в категории «лучшая инди-игра» на выставке Tokyo Game Show 2015 года[65].[неавторитетный источник]

После релиза:
- Томас Фауст из IndieGames.com назвал VA-11 Hall-A лучшей игрой 2016 года[66];
- 25 июня 2016 года британский сайт Gizmodo назвал VA-11 Hall-A своей самой рекомендуемой видеоигрой недели[67].
- Ана Валенс из Den of Geek назвала VA-11 Hall-A одним из величайших визуальных романов 2016 года[9].
- Игровой журнал FAMITSU объявил игру победителем в категории «лучшая инди-игра» на выставке Tokyo Game Show 2017 года[68];

## Продолжение
Продолжение N1RV Ann-A: Cyberpunk Bartender Action было анонсировано в сентябре 2018 года для платформ PlayStation 4, Nintendo Switch и PC. Действие происходит на Сант-Алисии — вымышленном курортном острове в Карибском бассейне и повествует о Сэм — работающей барменом матери восьмилетнего сына и имеющей проблемы в отношениях со своим партнёром Леоном. Продолжение планировалось выпустить в 2020 году, но в декабре 2020 года оно было отложено на неопределённый срок из-за задержек, связанных с программированием, и творческих разногласий.